# Rafael Sangiovani
Rafael Sangiovani (Arteaga, 31 marzo 1998) è un calciatore argentino, centrocampista del Zamora FC.

## Caratteristiche tecniche
È un esterno destro.

## Carriera
Cresciuto nel settore giovanile del Rosario Central, debutta in prima squadra il 5 dicembre 2020 in occasione dell'incontro di Copa Diego Armando Maradona pareggiato 1-1 contro il Banfield.

## Statistiche

### Presenze e reti nei club
Statistiche aggiornate al 13 maggio 2021.
| Stagione        | Squadra         | Campionato      | Campionato | Campionato | Coppe nazionali | Coppe nazionali | Coppe nazionali | Coppe continentali | Coppe continentali | Coppe continentali | Altre coppe | Altre coppe | Altre coppe | Totale | Totale |
| Stagione        | Squadra         | Comp            | Pres       | Reti       | Comp            | Pres            | Reti            | Comp               | Pres               | Reti               | Comp        | Pres        | Reti        | Pres   | Reti   |
| --------------- | --------------- | --------------- | ---------- | ---------- | --------------- | --------------- | --------------- | ------------------ | ------------------ | ------------------ | ----------- | ----------- | ----------- | ------ | ------ |
| 2020            | Rosario Central |                 | -          | -          | CdL             | 3               | 0               | CL                 | 0                  | 0                  |             | -           | -           | 3      | 0      |
| 2021            | Rosario Central |                 | -          | -          | CdL             | 9               | 0               | CL                 | 3                  | 0                  |             | -           | -           | 12     | 0      |
| Totale carriera | Totale carriera | Totale carriera | 0          | 0          |                 | 12              | 0               |                    | 3                  | 0                  |             | -           | -           | 15     | 0      |